# Православно братство мира
Православно братство мира односно Православно братство мира под заштитом Мајке Божије (енгл. Orthodox Peace Fellowship of the Protection of the Mother of God) је удружење православних хришћана који желе да примене принципе, који су истакнути у Јеванђељу, на ситуације поделе и конфликата, било да се ради о Цркви, дому, друштву, радном месту, држави и односима међу државама.
За разлику од сличних покрета за мир других религиозних традиција, Православно братство мира није политичка организација нити подржава такве организације. Области деловања концентришу се на теолошка истраживања, издавачку делатност и практичну помоћ у областима угроженим конфликтом.